# Пифагореизм
Пифагореи́зм (пифагоре́йство, греч. Πυθαγόρειοι (Pythagóreioi) или Πυθαγορικοί (Pythagorikoí)) — название философского движения и направления древнегреческой философии, основателем которого был Пифагор Самосский. Оно возникло в VI—IV вв. до н. э. в Южной Италии, а затем распространилось на другие области. Последователей учения называют пифагорейцами. В узком смысле слова пифагорейцы — члены пифагорейского союза, созданного Пифагором в городе Кротон (Италия). В широком смысле слова — последователи учения Пифагора.

## История пифагорейского союза
Основателем союза был Пифагор, сын Мнесарха, уроженец ионийского острова Самоса (поэтому генезис пифагореизма относят к ионийскому культурно-географическому ареалу). Его расцвет приходится на время правления тирана Поликрата (ок. 530 г. до н. э.). Пифагор основал сообщество в италийском городе Кротоне. Умер он в Метапонте, куда переселился вследствие враждебного отношения кротонцев к его союзу.
После смерти Пифагора вражда против пифагорейского союза усиливалась во всех демократиях Великой Греции, и в середине V в. до н. э. разразилась катастрофой: в Кротоне многие пифагорейцы были убиты и сожжены в доме, где они собрались; разгром повторился и в других местах. Уцелевшие были вынуждены бежать, разнося с собой учение и мистерии своего союза. Эти мистерии дали союзу возможность существовать и тогда, когда он утратил своё прежнее политическое и философское значение. К концу V в. до н. э. политическое влияние пифагорейцев в Великой Греции возродилось: важнейшей фигурой стал Архит Тарентский, военачальник и государственный деятель. С IV в. до н. э. пифагорейство пришло в упадок, а его учение было поглощено платонизмом.
Сам Пифагор, по преданию, не оставил письменного изложения своего учения (оно носило строго эзотерический характер), и Филолай считается первым писателем, давшим изложение пифагорейской доктрины. При этом у пифагорейцев существовала традиция возводить все достижения школы к её основоположнику. Учение ранних пифагорейцев известно нам по свидетельствам Платона и Аристотеля, а также по немногим фрагментам Филолая, которые признаются подлинными. При таких условиях трудно с достоверностью отделить первоначальное существо пифагорейского учения от позднейших наслоений.

## Пифагорейский союз как религиозная община
Основой учения Пифагора стал орфизм.
Есть основание видеть в Пифагоре учредителя мистического союза, научившего своих последователей новым очистительным обрядам. Эти обряды были связаны с учением о переселении душ, которое можно приписывать Пифагору на основании свидетельств Геродота и Ксенофана; оно встречается также у Парменида, Эмпедокла и Пиндара, находившихся под влиянием пифагорейства.
Ряд предписаний и запретов пифагорейцев восходят к глубокой древности, и о их смысле спорят историки. Вот некоторые из предписаний пифагорейского ордена:
1. Воздерживайся от употребления в пищу бобов.
2. Не поднимай то, что упало.
3. Не прикасайся к белому петуху.
4. Не ломай хлеба.
5. Не шагай через перекладину.
6. Не размешивай огонь железом.
7. Не откусывай от целой булки.
8. Не ощипывай венок.
9. Не сиди на мерке в одну кварту.
10. Сердца не ешь.
11. Не ходи по большой дороге.
12. Не дозволяй ласточкам жить под крышей.
13. Вынимая горшок из огня, не оставляй следа его на золе, но помешай золу.
14. Не смотрись в зеркало около огня.
15. Когда встаешь с постели, сверни постельное белье и разгладь оставшиеся на нем следы твоего тела.

Из этих запретов более всего стал известен запрет употреблять в пищу бобы, из-за которых, по одному из преданий, погиб и сам Пифагор. Причина этого запрета неизвестна, историки высказывали самые разные предположения о причинах такого табу. Например, философ Елена Шульга объясняет это тем, что боб, напоминая человеческий зародыш, ассоциируется с первородностью. Ямвлих сообщает, что часть предписаний восходит к легендарным «Семи мудрецам», которые жили ранее Пифагора и давали наставления: «Белого петуха в жертву не приносить, ибо он проситель и посвящён Месяцу, потому и указывает время»; «Не следует ходить по большим дорогам, окунать [руку] в кропильницу или мыться в [общественной] бане», ибо во всех этих случаях неизвестно, чисты ли те, кто посещает эти же места".
Пифагорейцы практиковали вегетарианство по религиозным, этическим и аскетическим причинам, в частности, в связи с учением о переселении душ.
Вслед за орфиками пифагорейцы считали, что душа каждого человека двупола и в ней есть мужская и женская половины, которые зовутся Эротом и Психеей.
Согласно традиции, последователи Пифагора делились на акусматиков («слушателей») и математиков («учеников»). Акусматики имели дело с религиозными и ритуальными сторонами учения, математики — с исследованиями четырёх пифагорейских «матем»: арифметики, геометрии, гармоники и астрономии. Акусматики не считали математиков «настоящими пифагорейцами», но говорили, что они ведут своё начало от Гиппаса, изменившего исходной пифагорейской традиции, раскрывшего тайны непосвящённым и начавшим преподавание за плату.

## Философия пифагорейцев
Пифагор был первым мыслителем, который по преданию назвал себя философом, то есть «любителем мудрости». Он же впервые назвал вселенную космосом, то есть «прекрасным порядком». Предметом его учения был мир как стройное целое, подчиненное законам гармонии и числа.
Именно принцип справедливости следует рассматривать как важное (цементирующее) концептуальное положение в формировании философии данной школы.
Вершиной развития философии является созерцательный ум; серединой философии — гражданский ум и третьим — ум, связанный с таинствами. Развитием этих начал в человеке завершается пифагорейское обучение.
Основу последующего философского учения пифагорейцев составила категориальная пара противоположностей — предела и беспредельного. «Беспредельное» не может быть единым началом вещей; иначе ничто определённое, никакой «предел» не был бы мыслим. С другой стороны, и «предел» предполагает нечто такое, что определяется им. Отсюда следует вывод Филолая, что «природа, сущая в космосе, гармонически слажена из беспредельных и определяющих; так устроен и весь космос, и все, что в нём».
Пифагорейцами была составлена таблица 10 противоположностей; Аристотель приводит её в своей «Метафизике» (I, 5):
- предел — беспредельное
- нечётное — чётное
- одно (единое) — множество
- правое — левое
- мужское — женское
- покой — движение
- прямое — кривое
- свет — тьма
- добро — зло
- квадрат — вытянутый прямоугольник (продолговатая форма)

Мировая гармония, в которой заключается закон мироздания, есть единство во множестве и множество в единстве — ἓν καὶ πολλά. Как мыслить эту истину? Непосредственным ответом на это является число: в нём объединяется множество, оно есть начало всякой меры. Опыты над монохордом показывают, что число есть принцип звуковой гармонии, которая определяется математическими законами. Не есть ли звуковая гармония частный случай всеобщей гармонии, как бы её музыкальное выражение? Астрономические наблюдения показывают нам, что небесные явления, с которыми связаны все главнейшие изменения земной жизни, наступают с математической правильностью, повторяясь в точно определённые циклы.
Так называемые пифагорейцы, взявшись за математические науки, первые подвинули их вперёд; вскормленные на этих науках, они признали математические начала за начала всего существующего. Из таких начал, естественно, первыми являются числа. В числах усматривали они множество аналогий или подобий с вещами… так что одно свойство чисел являлось им как справедливость, другое — как душа или разум, ещё другое — как благоприятный случай и т. д. Далее они находили в числах свойства и отношения музыкальной гармонии, и так как все прочие вещи по своей природе являлись им подобием чисел, числа же — первыми из всей природы, то они и признали, что элементы числа суть элементы всего сущего, и что все небо есть гармония и число (Аристотель, Met., I, 5).
Таким образом, пифагорейские числа имеют не простое количественное значение: если для нас число есть определённая сумма единиц, то для пифагорейцев оно есть, скорее, та сила, которая суммирует данные единицы в определённое целое и сообщает ему определённые свойства. Единица есть причина единения, два — причина раздвоения, разделения, четыре — корень и источник всего числа (1 + 2 + 3 + 4 = 10). В основании учения о числе усматривалась, по-видимому, коренная противоположность чётного и нечётного: чётные числа суть кратные двух, и потому «чёт» есть начало делимости, раздвоения, разлада; «нечёт» знаменует противоположные свойства. Отсюда понятно, что числа могут обладать и нравственными силами: 4 и 7, например, как средние пропорциональные между 1 и 10, являются числами, или началами, пропорциональности, а следовательно, и гармонии, здоровья, разумности.

## Пифагорейская космология и астрономия
В космологии пифагорейцев мы встречаемся с теми же двумя основными началами предела и беспредельности. Мир есть ограниченная сфера, носящаяся в беспредельности. «Первоначальное единство, возникнув неведомо из чего, — говорит Аристотель, — втягивает в себя ближайшие части беспредельности, ограничивая их силой предела. Вдыхая в себя части беспредельного, единое образует в себе самом определённое пустое место или определённые промежутки, раздробляющие первоначальное единство на отдельные части — протяженные единицы (ὡς όντος χωρισμοϋ τινος τών ἐφεξής)». Это воззрение — несомненно первоначальное, так как уже Парменид и Зенон полемизируют против него. Вдыхая беспредельную пустоту, центральное единство рождает из себя ряд небесных сфер и приводит их в движение. Учение о том, что мир вдыхает в себя воздух (или пустоту), а также кое-что из учения о небесных светилах пифагорейцы усвоили у Анаксимена. По Филолаю, «мир един и начал образовываться от центра».
В центре мира находится огонь, отделяемый рядом пустых интервалов и промежуточных сфер от крайней сферы, объёмлющей вселенную и состоящей из того же огня. Центральный огонь, очаг вселенной, есть Гестия, мать богов, мать вселенной и связь мира; верхняя часть мира между звездной твердью и периферическим огнём называется Олимпом; под ним идёт космос планет, солнца и луны. Вокруг центра «ведут хороводы 10 божественных тел: небо неподвижных звёзд, пять планет, за ними Солнце, под Солнцем — Луна, под Луной — Земля, а под нею — противоземие (ἀντίχθων)» — особая десятая планета, которую пифагорейцы принимали для круглого счёта, а может быть, и для объяснения солнечных затмений. Медленнее всех вращается сфера неподвижных звезд; более быстро и с постоянно возрастающей по мере приближения к центру скоростью — сферы Сатурна, Юпитера, Марса, Венеры и Меркурия.
Планеты вращаются вокруг центрального огня, обращенные к нему всегда одной и той же стороной, отчего жители земли, например, не видят центрального огня. Наше полушарие воспринимает свет и теплоту центрального огня через посредство солнечного диска, который лишь отражает его лучи, не будучи самостоятельным источником тепла и света.
Своеобразно пифагорейское учение о гармонии сфер: прозрачные сферы, к которым прикреплены планеты, разделяются между собой промежутками, которые относятся друг к другу как музыкальные интервалы; небесные тела звучат в своём движении, и если мы не различаем их созвучия, то только потому, что оно слышится непрестанно.

## Пифагорейская арифметика
Пифагорейцы рассматривали свойства чисел, между которыми главнейшими были чётные, нечётные, чётно-нечётные, квадратные и неквадратные, изучали арифметические прогрессии и новые числовые ряды, происходящие от последовательных суммирований их членов. Так, последовательное прибавление числа 2 к нему самому или к единице и к получаемым затем результатам, давало в первом случае ряд чётных чисел, а во втором — ряд нечётных. Последовательные суммирования членов первого ряда, состоящие в прибавлении каждого из них к сумме всех предшествовавших ему членов, давали ряд гетеромерных чисел, представляющих произведение двух множителей, отличающихся один от другого на единицу. Такие же суммирования членов второго ряда давали ряд квадратов последовательных натуральных чисел.
Теория многоугольных (фигурных) чисел, по мнению Курта фон Фрица , была одним из главных достижений пифагорейцев. Подобно их другим геометрическим теориям, она предназначена для определения взаимоотношениями между числами и геометрическими фигурами. Но в этом случае фигуры не нарисованы и образованы прямыми линиями определенных пропорциональных размеров, а построены из точек .
Открытие пифагорейцем Гиппасом из Метапонта иррациональности вызвало теоретическую нестабильность математики пифагорейцев, которые считали, что все можно выразить числом. Открытие несоизмеримых отрезков показывало, что с помощью отношений между рациональными числами, невозможно выражение любой величины. Например, с помощью этих чисел невозможно выразить диагональ квадрата со стороной равной единице .
Под влиянием кризиса оснований математики, пифагорейцы разработали различные методы аппроксимации, включая специальные последовательности для стороны и диаметра квадрата, а также для линий и отношения средних значений. Создание этих правил было тесно связано с арифметической процедурой сокращения членов соотношений, но возможность использования этой математической теории в качестве основы доказательства несоизмеримости не использовалась .

## Пифагорейская геометрия
Из геометрических работ пифагорейцев на первом месте стоит знаменитая теорема Пифагора. Доказательство теоремы должно было явиться результатом потребовавших значительного промежутка времени работ как самого Пифагора, так и других математиков его школы. Член ряда нечётных чисел, всегда являющийся разностью между двумя соответствующими членами ряда квадратных чисел, мог быть сам числом квадратным: 9 = 25 — 16, 25 = 169—144, … Содержание пифагоровой теоремы было, таким образом, впервые обнаружено рациональными прямоугольными треугольниками с катетом, выражаемым нечётным числом. Вместе с тем должен был раскрыться и Пифагоров способ образования этих треугольников, или их формула (n — нечетное число, выражающее меньший катет; (n² — 1)/2 — больший катет; (n² — 1)/2 + 1 — гипотенуза).
Вопрос о подобном свойстве также и других прямоугольных треугольников требовал соизмерения их сторон. При этом пифагорейцам впервые пришлось встретиться с несоизмеримыми линиями. До нас не дошло никаких указаний ни на первоначальное общее доказательство, ни на путь, которым оно было найдено. По свидетельству Прокла, это первоначальное доказательство было труднее находящегося в «Началах» Евклида и также основывалось на сравнении площадей.
Пифагорейцы занимались задачами «приложения» (παραβάλλειν) площадей, то есть построения на данном отрезке прямоугольника (в общем случае — параллелограмма с данным углом при вершине), имеющего данную площадь. Ближайшее развитие этого вопроса состояло в построении на данном отрезке прямой прямоугольника, имеющего данную площадь, под условием, чтобы оставался (ἔλλειψις) или не доставал (ὑπερβολή) квадрат[уточнить].
Пифагорейцы дали общее доказательство теоремы о равенстве внутренних углов треугольников двум прямым; они были знакомы со свойствами и построением правильных 3-, 4-, 5- и 6-угольников.
В стереометрии предметом занятий пифагорейцев были правильные многогранники. Собственные исследования пифагорейцев прибавили к ним додекаэдр. Занятие способами образования телесных углов многогранников должно было непосредственно привести пифагорейцев к теореме о том, что «плоскость около одной точки наполняется без остатка шестью равносторонними треугольниками, четырьмя квадратами или тремя правильными шестиугольниками, так что становится возможным всякую целую плоскость разложить на фигуры каждого из этих трёх родов».

## Пифагорейская гармоника
Все дошедшие до нашего времени сведения о возникновении в древней Греции математического учения о гармонии (эта наука называлась «гармоникой») определённо связывают это возникновение с именем Пифагора. Его достижения в этой области кратко перечислены в следующем отрывке из Ксенократа, дошедшем до нас через Порфирия:
Пифагор, как говорит Ксенократ, открыл и то, что в музыке интервалы неотрывны от числа, так как они возникают от соотнесения количества с количеством. Он исследовал, в результате чего возникают созвучные и разнозвучные интервалы и всё гармоничное и негармоничное (Порфирий. Комментарий к Гармонике Птолемея)
В области гармоники Пифагором были произведены важные акустические исследования, приведшие к открытию закона, согласно которому первые (то есть самые главные, самые значимые) консонансы определяются простейшими числовыми отношениями 2/1, 3/2, 4/3. Так, половина струны звучит в октаву, 2/3 — в квинту, 3/4 — в кварту с целой струной. «Самая совершенная гармония» задаётся четвёркой взаимно простых чисел 6, 8, 9, 12, где крайние числа образуют между собой октаву, числа, взятые через одно — две квинты, а края с соседями — две кварты.
Гармония есть система трёх созвучий — кварты, квинты и октавы. Численные пропорции этих трёх созвучий находятся в пределах указанных выше четырёх чисел, то есть в пределах единицы, двух, трёх и четырёх. А именно, созвучие кварты является в виде сверхтретного отношения, квинты — полуторного и октавы — двойного. Отсюда число четыре, будучи сверхтретным от трёх, поскольку составляется из трёх и его третьей доли, обнимает созвучие кварты. Число три, будучи полуторным от двух, поскольку содержит два и его половину, выражает созвучие квинты. Число же четыре, будучи двойным в отношении двух, и число два, будучи двойным в отношении единицы, определяют созвучие октавы" (Секст Эмпирик, Против логиков, I, 94-97).
Продолжателями акустических исследований, а также представителями возникшего в пифагорейской школе стремления к теоретическому обоснованию музыкальной гармонии были Гиппас и Евбулид, произведшие много опытов как над струнами, имевшими различные длины и натягиваемыми различными тяжестями, так и над сосудами, по-разному наполняемыми водой.
Пифагорейская концепция гармоники нашла своё воплощение в идее пифагорова (или пифагорейского) строя, настраиваемого лишь по консонансам — октавам и квинтам. Среди прочего пифагорейцы открыли, что (1) целый тон неделим на 2 равных полутона, а также что (2) 6 целых тонов больше октавы на ничтожно малую величину коммы (позже названной «пифагоровой»).
Выдающимися музыкальными теоретиками пифагорейской школы были Филолай и Архит, которые разрабатывали математические основания древнегреческой (музыкальной) гармонии.